# Palau Municipal d'Esports de Badalona
Palau Municipal d'Esports de Badalona, mais frequentemente chamado de Pavelló Olímpico de Badalona é uma arena na área de Gorg, de Badalona, na Catalunha. A arena tem capacidade para 12.500 pessoas, e é usado principalmente para o basquete, mas é também uma casa habitual para concertos de música e outros eventos municipais.
Construído em 1991.
O jogo de abertura foi em 1992, o jogo do time de basquete nacional da Catalunha contra a Croácia. A Croácia venceu por 118 a 82, com 30 pontos de Toni Kukoc e 21 pontos de Drazen Petrovic. 
A arena sediou o torneio de basquete dos Jogos Olímpicos de Verão de 1992, o Torneio olímpico de Basquetebol. Ele foi projetado pelos arquitetos Esteve Bonell e Rius Francesc, que ganhou o Prémio da União Europeia 1992 de Arquitetura Contemporânea para este edifício.
É também a casa do Joventut de Badalona, um dos mais importantes esquadrões de basquete profissional em Espanha. Antes do Olímpic Pavelló ser construído, o Pavelló Clube Joventut Badalona sediou os jogos de basquete da cidade e a maioria dos outros esportes indoor.